# Международная диабетическая федерация
Международная диабетическая федерация (англ. International Diabetes Federation) - международная организация, включающая в себя 240 национальных ассоциаций диабета в 168 странах. Представляет интересы людей с диабетом, и находящихся в зоне риска.

## История
Основана 23 сентября 1950 года в Амстердаме. В 1991 году Федерация совместно с ВОЗ инициировала учреждение Всемирного дня борьбы с диабетом. В 1997 году основана рабочая группа Международной диабетической федерации и ВОЗ.

## Цели
Стимулирование медицинской помощи больным диабетом, организация превентивных мероприятий.

## Структура
Федерация разделена на 7 регионов.

В состав Федерации входят:

- Оперативная группа инсулиннезависимого диабета

- Оперативная группа инсулинзависимого диабета

- Консультационная секция детского и подросткового диабета

- Образовательный фонд

## Задачи
- Усиление работы Национальных ассоциаций диабета и увеличение сотрудничества между ними

- Увеличение информированности общественности о диабете

- Поощрение улучшения здравоохранения в области борьбы с диабетом

- Обмен информацией о заболевании

- Расширение знаний больных диабетом и лечащих организаций о болезни

## Членство
Членом Ассоциации может стать некоммерческая организация, занимающаяся проблемами диабета и его предотвращения, действующая в своей стране не менее 5 лет, включающая в своём составе минимум 60 индивидуальных членов.

## Деятельность
Федерацией выпускается бюллетень «Голос диабета». С 2000 года начал выпускаться Диабетический атлас. С 2009 года выпускается официальный журнал «Исследования диабета и клиническая практика». В мае 2009 года явилась одним из учредителей Альянса неинфекционных заболеваний.  